# Fábrica de harinas Bobo
La fábrica de harinas Bobo (denominación de la empresa Gabino Bobo S.A.) es un edificio industrial de estilo modernista diseñado y edificado en 1907 por el arquitecto español Segundo Viloria Escarda. Los propietarios eran los hermanos Bobo, fabricantes de harinas zamoranos, que establecieron su fábrica en la ciudad de Zamora. La fábrica se encuentra activa en la carretera al Villalpando (nº 13). El edificio muestra algunas características propias de las construcciones fabriles de ladrillo visto típicos de comienzos de siglo.

## Historia

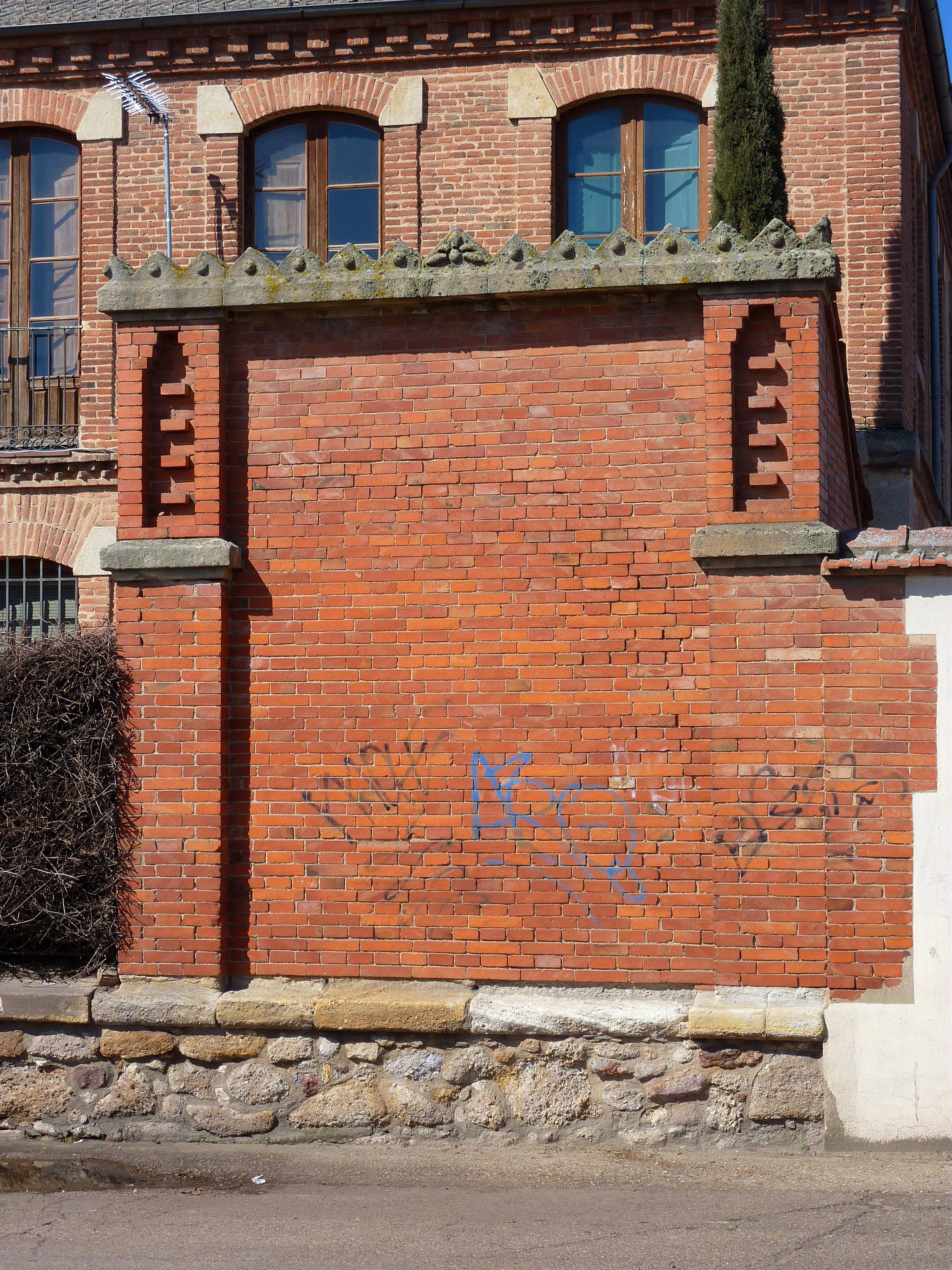
Detalle del cerramiento.

La empresa se crea en el año 1886 en la localidad de Cerecinos de Campos (a 57 km de Zamora) y a comienzos del siglo XX se traslada la fábrica a su actual ubicación en las cercanías de la estación de Zamora. Esta nueva situación permitía la fácil exportación a otras provincias de la producción de harinas y sémolas. La fábrica fue destruida en un incendio a finales del año 1949. Tras él se produjo una restauración. La fábrica es promotora de la marca Harina Mezcla Tradicional Zamorana (HMTZ).